# أكاديمية الخليج العربي للدراسات البحرية
أكاديمية الخليج العربي للدراسات البحرية هي أكاديمية عراقية مختصة في الدراسات البحرية تقع في مدينة البصرة، شيدت الأكاديمية سنة 1975 وهي تعد واحدة من أقدم الأكاديميات البحرية المتخصصة بالدراسات البحرية في الوطن العربي فهي الثانية عربيا بعد الأكاديمية العربية للعلوم والتكنولوجيا والنقل البحري في الإسكندرية والأولى في منطقة الخليج العربي.
تأسست الأكاديمية بموجب قانون الأكاديمية رقم 206 لسنة 1975 م وتهدف لرفد المؤسسات البحرية المدنية والعسكرية بملاكات من الضباط والمهندسين وكذلك الدراسات البحرية البحثية الصرفة كمركز علوم البحار.
وخرجت الأكاديمية أعداد كبيرة من الملاكات البحرية التي اعتمدتها الأساطيل البحرية العراقية المدنية والعسكرية منها - كمؤسسة النقل المائي في أساطيلها (النفط، النقل التجاري، الكري والأسماك) والقوة البحرية العسكرية المتمثلة بخفر السواحل والفرقاطات العسكرية أبان فترة الثمانينات والتسعينات من القرن الماضي ولغاية 2003 م، حيث خرجت الكوادر في التخصصات المختلفة من ربابنة وضباط ومهندسين وملاكات وسطية يعتد بهم اليوم بشهادة المؤسسات البحرية الشقيقة لكفاءة هذه الملاكات وقدراتها الفنية وخبرتها الكبيرة حيث أن كثيرا منهم من ساهم في تأسيس وإدارة الموانئ العربية.
تعرضت الأكاديمية إلى دمار البنية التحتية بالكامل بعد حرب الخليج الثالثة بعد سقوط النظام العراقي في 2003 م، فقد دمرت المختبرات والأبنية والصفوف الدراسية وتوقف العمل بباخرة التدريب ابن خلدون التي كانت سفير الأكاديمية إلى جميع دول العالم وكان لها عملان أساسيان هما تدريب الطلبة ونقل البضائع إلى العراق فكانت تدر عائدات مالية للدولة فضلا عن خدماتها العلمية والتدريبية لطلاب الأكاديمية البحرية حيث تعرضت هذه الباخرة إلى أكثر من اثني عشر صاروخا وأُخرجت بسبب ذلك من الخدمة.
رئيس الأكاديمية الحالي الفريق البحري الركن الدكتور أحمد عمران الجنابي. 

## أقسام الأكاديمية
تتكون الأكاديمية من المعاهد الآتية:
- الكلية البحرية بفرعيها البحري والهندسي
- مركز التدريب المهني
- معهد الدورات وهو معهد متخصص بإقامة الدورات البحرية في اختصاصات مختلفة، من رئيس ضباط وربان والدورات الحتمية الأخرى المطلوبة من قبل الملاكات البحرية كاشتراطات دولية حسب قرارات المنظمة البحرية الدولية (IMO) للعمل على القطع البحرية في المياه الدولية.
- معهد الرادار واللاسلكي في الأكاديمية قد جمد العمل فيه بسبب عدم احتياج الدوائر والقطع البحرية لخريجي هذا المعهد خاصة بعد تزويد القطع البحرية بأنظمة الاتصالات الحديثة العاملة عبر منظمومة الأقمار الصناعية.

## الشهادات
تمنح الأكاديمية نوعين من الشهادات المعترف بها دوليا منها علمية وبحرية، فالطالب في القسم البحري يحصل على شهادة بكالوريوس علوم بحرية ويمنح رتبة ضابط بحري ثان أما القسم الهندسي فيمنح شهادة بكالوريوس علوم هندسية ورتبة مهندس بحري ثان
اما طلاب مركز التدريب المهني البحري يحصل على شهادة الإعدادية، وبدرجة خبير فني بالاختصاص الذي درس علية ثلاث سنوات بعد الدراسة المتوسطة، يستطيع الطالب بعدها إكمال دراسة البكلوريوس بالعلوم الأخرى المماثلة.